# Burgheim (Kürten)
Burgheim ist ein Ortsteil in der Gemeinde Kürten im Rheinisch-Bergischen Kreis.

## Lage und Beschreibung
Burgheim ist eine der Ortschaften, die sich zwischen Kürten und Sürth über die so genannte Bergerhöhe erstrecken. Der Name Burgheim geht auf den südlich gelegenen Ringwall Burgring zurück, von dem man noch Reste im Gelände sehen kann. Dabei handelte es sich um eine mittelalterliche Fliehburg. Das vor dem Stall links stehende Wegekreuz ist unter Nr. 47 in die Liste der Baudenkmäler in Kürten eingetragen.
Der Ort grenzt westlich und nördlich unmittelbar an den Golfplatz Kürten an. Östlich liegt das Naturschutzgebiet Sürthtal.

## Geschichte
Die Topographia Ducatus Montani des Erich Philipp Ploennies aus dem Jahre 1715, Blatt Amt Steinbach, belegt, dass der Ort bereits 1715 als Ort mit einem Hof bestand und als Burghof bezeichnet wurde. Carl Friedrich von Wiebeking benennt die Hofschaft auf seiner Charte des Herzogthums Berg 1789 als Burghoff. Aus ihr geht hervor, dass Burgheim zu dieser Zeit Teil der Honschaft Berg im Kirchspiel Olpe im Landgericht Kürten war.
Unter der französischen Verwaltung zwischen 1806 und 1813 wurde das Amt Steinbach aufgelöst und Burgheim wurde politisch der Mairie Olpe im Kanton Wipperfürth  im Arrondissement Elberfeld zugeordnet. 1816 wandelten die Preußen die Mairie zur Bürgermeisterei Olpe im Kreis Wipperfürth. Burgheim gehörte zu dieser Zeit zur Gemeinde Olpe.
Der Ort ist auf der Topographischen Aufnahme der Rheinlande von 1824 als Burgheim und auf der Preußischen Uraufnahme von 1840 als Burchem verzeichnet. Ab der Preußischen Neuaufnahme von 1892 ist er auf Messtischblättern regelmäßig als Burgheim verzeichnet.
1822 lebten 19 Menschen im als Hof kategorisierten Ort. 1830 hatte der Ort 19 Einwohner. Der 1845 laut der Uebersicht des Regierungs-Bezirks Cöln als Weiler kategorisierte Ort besaß zu dieser Zeit fünf Wohnhäuser. Zu dieser Zeit lebten 33 Einwohner im Ort, davon alle katholischen Bekenntnisses. Die Gemeinde- und Gutbezirksstatistik der Rheinprovinz führt Burgheim 1871 mit fünf Wohnhäusern und 34 Einwohnern auf. Im Gemeindelexikon für die Provinz Rheinland von 1888 werden fünf Wohnhäuser mit 32 Einwohnern angegeben. 1895 hatte der Ort vier Wohnhäuser und 31 Einwohner. 1905 besaß der Ort vier Wohnhäuser und 22 Einwohner und gehörte konfessionell zum katholischen Kirchspiel Olpe.
1927 wurden die Bürgermeisterei Olpe in das Amt Olpe überführt. In der Weimarer Republik wurden 1929 die Ämter Kürten mit den Gemeinden Kürten und Bechen und Olpe mit den Gemeinden Olpe und Wipperfeld zum Amt Kürten zusammengelegt. Der Kreis Wipperfürth ging am 1. Oktober 1932 in den Rheinisch-Bergischen Kreis mit Sitz in Bergisch Gladbach auf.
1975 entstand aufgrund des Köln-Gesetzes die heutige Gemeinde Kürten, zu der neben den Ämtern Kürten, Bechen und Olpe ein Teilgebiet der Stadt Bensberg mit Dürscheid und den umliegenden Gebieten kam.

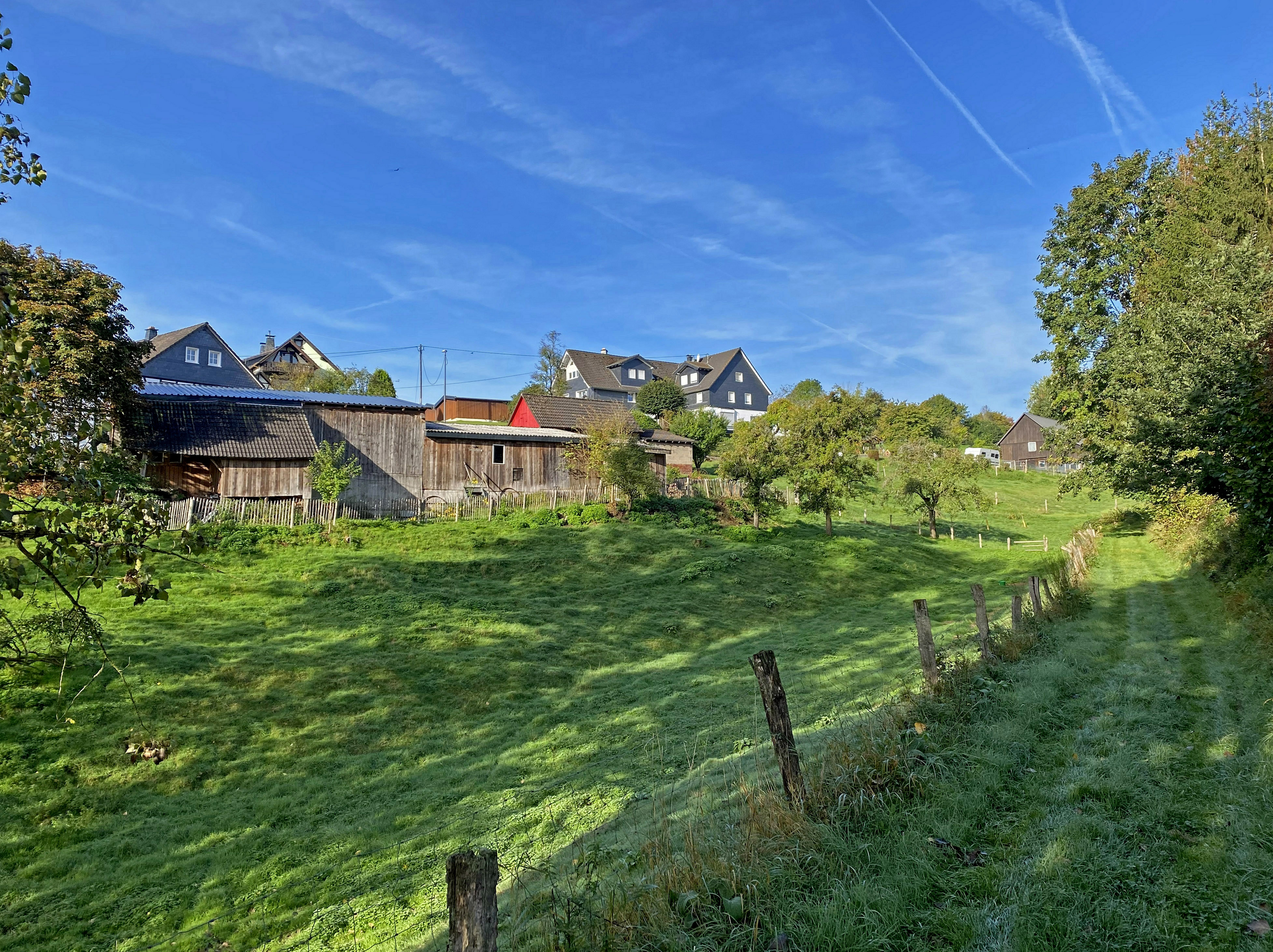
Burgheim von Süden
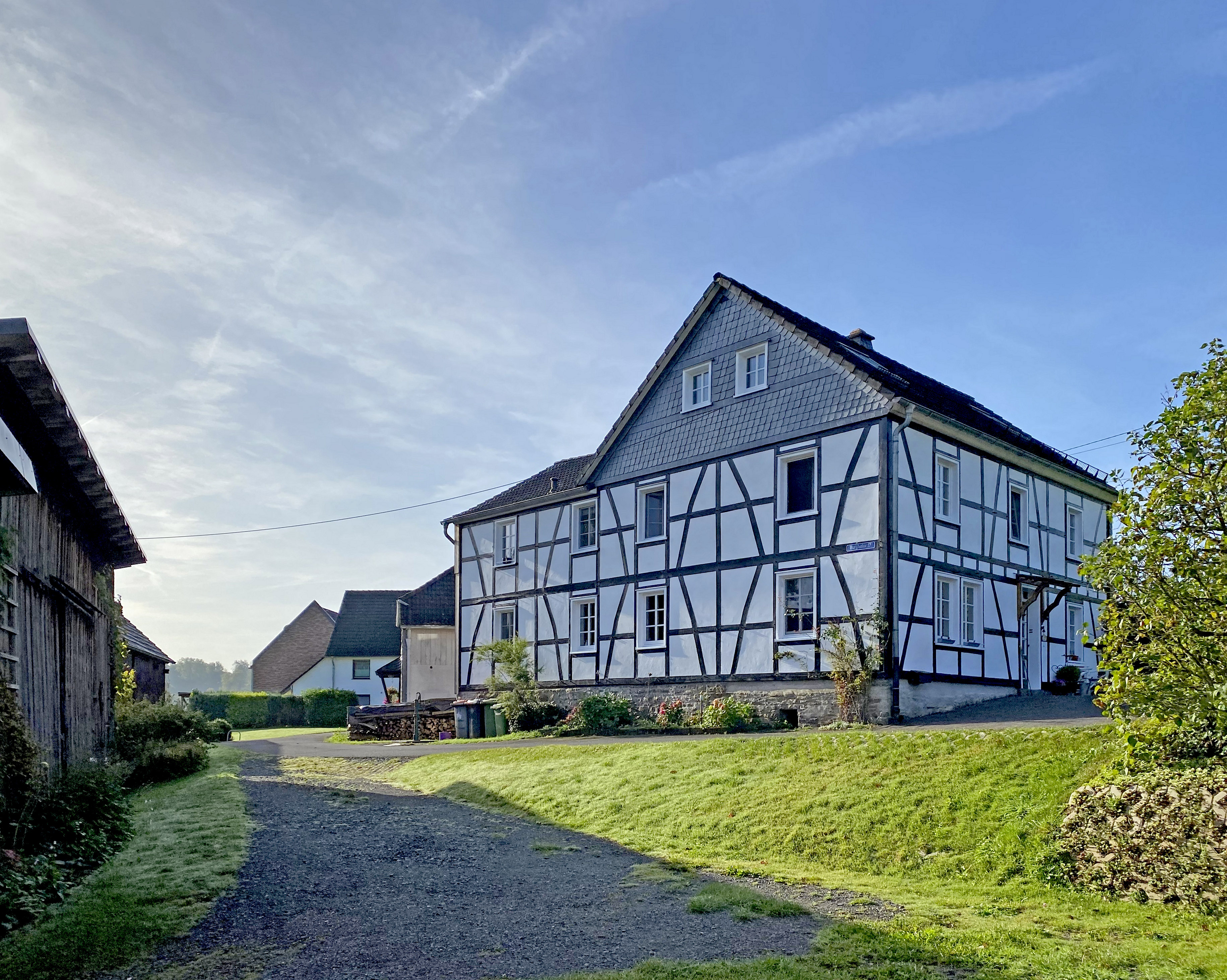
Fachwerk in Burgheim
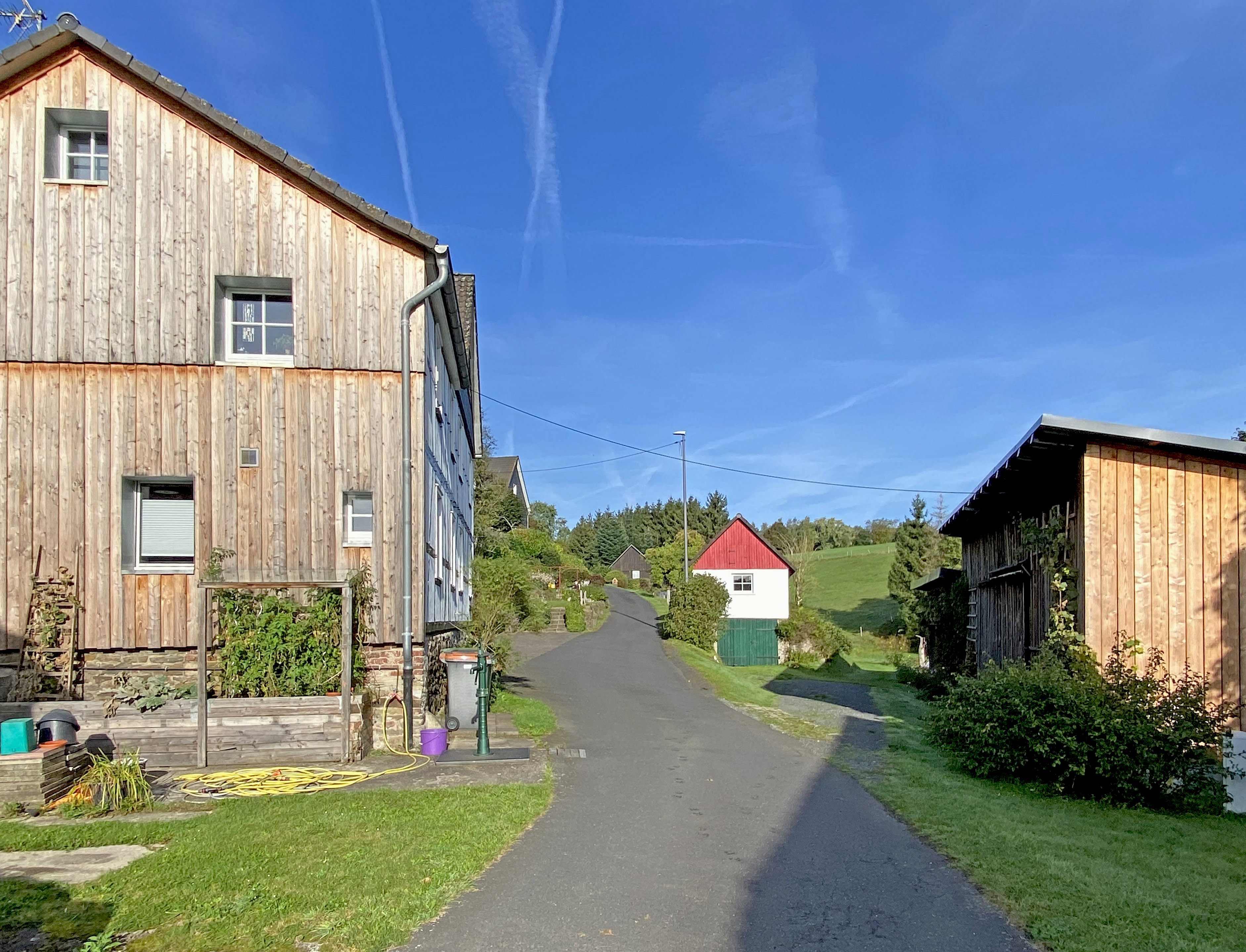
Burgheim
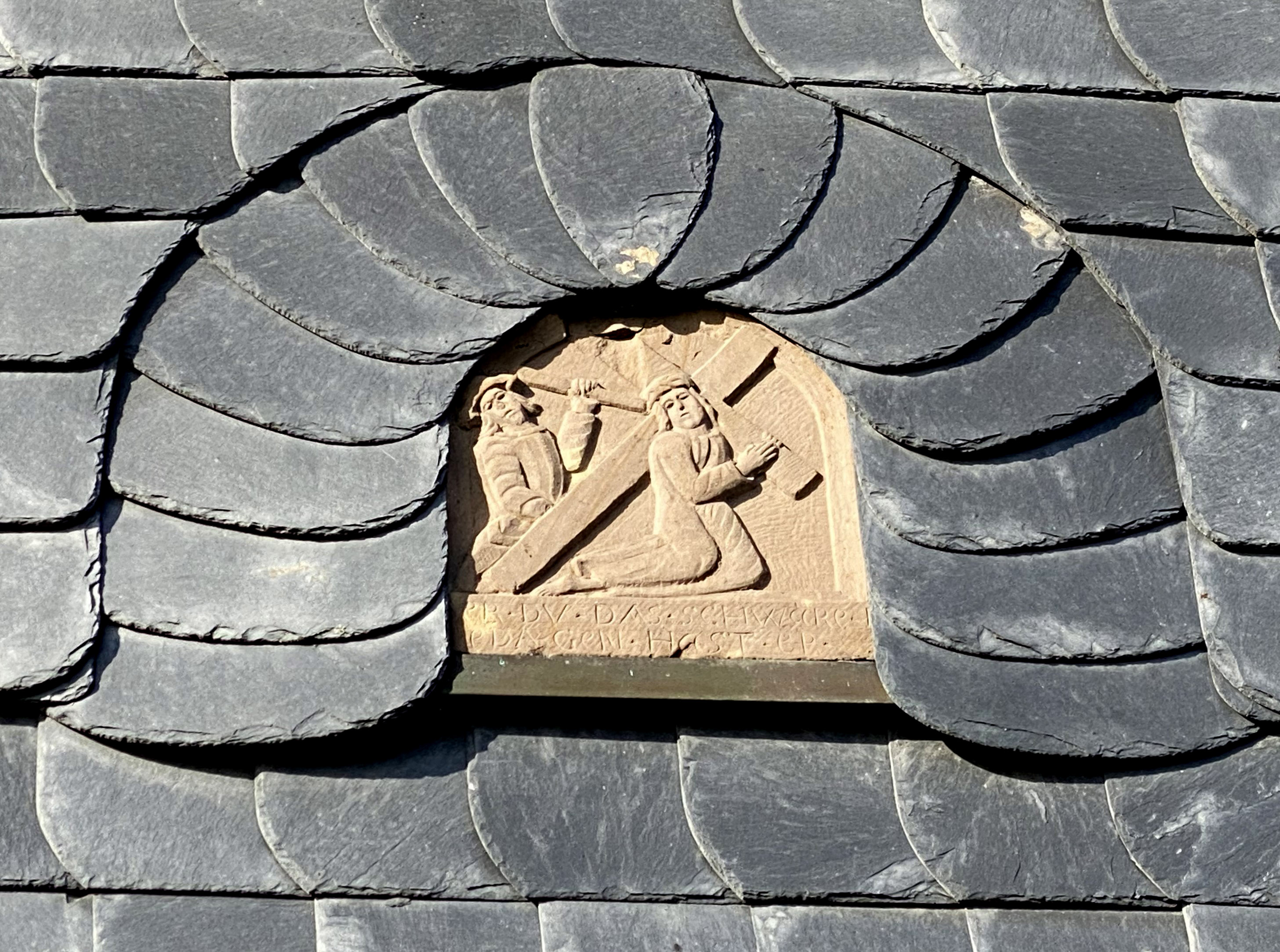
Alte Reliefdarstellung des Kreuzweges Christi – schmückt Schieferfassade
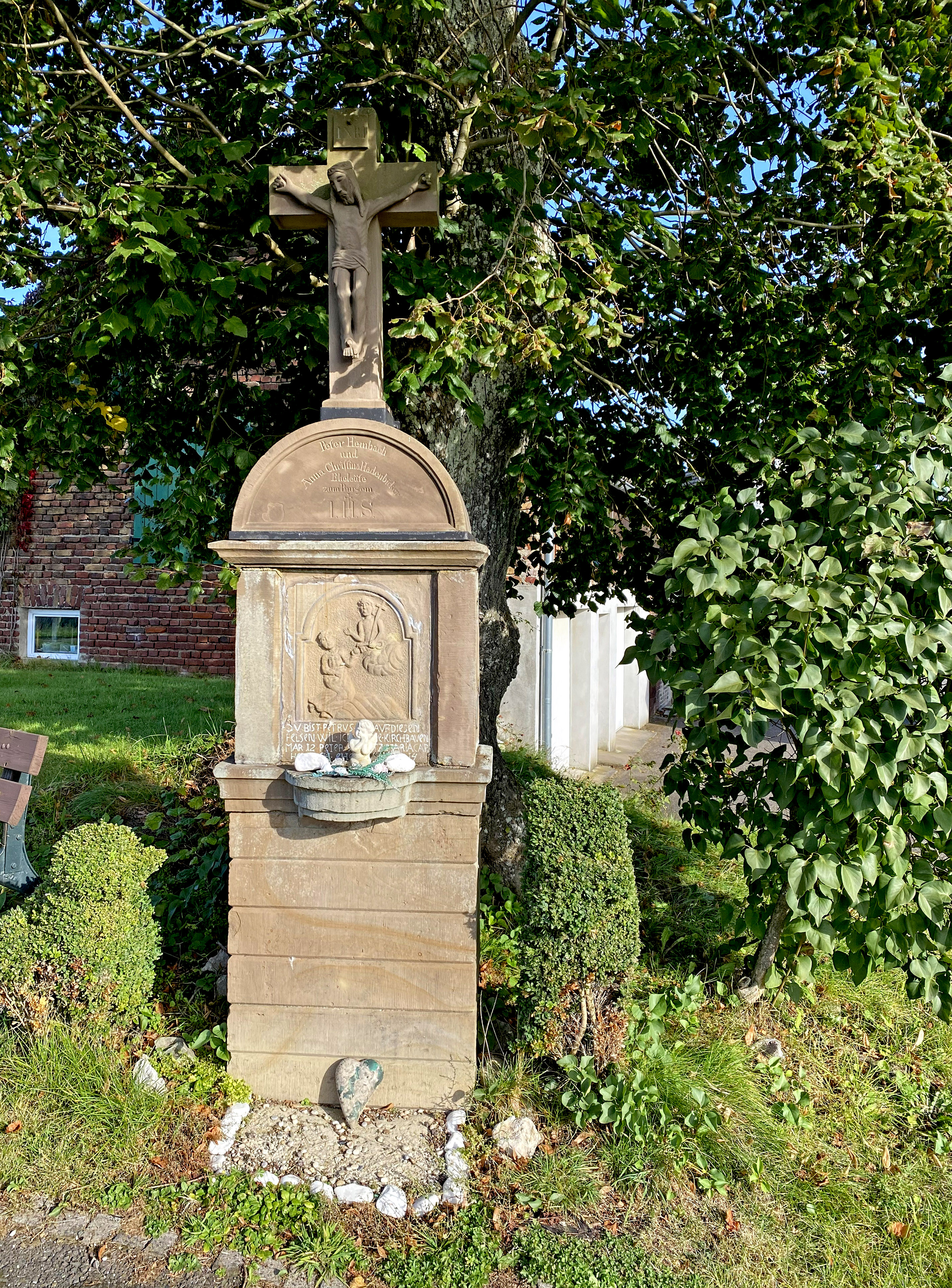
Baudenkmal Wegekreuz Burgheim